# Norrlänning (soldatnamn)
Norrlänning är ett svenskt efternamn med ursprung som soldatnamn.
Den 31 december 2018 fanns 2 personer med efternamnet Norrlänning i Sverige.
Norrlänning var båtsmansnamn i Nordmalings socken, i Västerbotten, avseende Rote 165 Norrlänning.
Totalt 27 personer finns upptagna mellan 1680-talet och 1850-talet, som båtsman eller fördubblingsbåtsman i Medelpad eller Ångermanland.